# Lebedev (cráter)

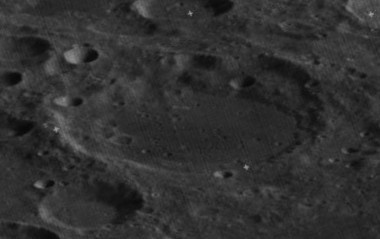
Vista oblicua desde el Lunar Orbiter 3, mirando al sur

Lebedev es un cráter situado en la cara oculta del Luna. Se encuentra en el extremo este de la irregular línea costera del Mare Australe, al sureste de Lamb, un cráter de mayor tamaño e inundado de lava, y al este-noreste de Anuchin. Al sureste del cráter Lebedev se encuentra Cassegrain.
Se trata de una formación desgastada y erosionada, con un reborde exterior irregular, aunque sin impactos superpuestos significativos. Presenta unos pequeños cráteres en la pared interior, con una pareja de impactos al sudeste y otra al suroeste. La característica más distintiva de este cráter, sin embargo, es el interior inundado de lava de color oscuro. Esta zona está marcada por muchos pequeños cráteres, y presenta una cresta baja en la mitad sur. Por lo demás, la plataforma interior del cráter aparece notablemente nivelada, sin otros rasgos destacables.

## Cráteres satélite
Por convención estos elementos son identificados en los mapas lunares poniendo la letra en el lado del punto medio del cráter que está más cerca de Lebedev.
|         | \| Lebedev \| Coordenadas \| Diámetro \| \| ------- \| ------------------------------- \| -------- \| \| C \| 45°00′S 111°00′E / -45.0, 111.0 \| 34 km \| \| D \| 44°36′S 112°30′E / -44.6, 112.5 \| 34 km \| \| F \| 47°30′S 110°48′E / -47.5, 110.8 \| 18 km \| \| K \| 49°42′S 108°54′E / -49.7, 108.9 \| 22 km \| |          |
| Lebedev | Coordenadas | Diámetro |
| C       | 45°00′S 111°00′E / -45.0, 111.0 | 34 km    |
| D       | 44°36′S 112°30′E / -44.6, 112.5 | 34 km    |
| F       | 47°30′S 110°48′E / -47.5, 110.8 | 18 km    |
| K       | 49°42′S 108°54′E / -49.7, 108.9 | 22 km    |